# L.O.V.E. Machine Promo
L.O.V.E. Machine Promo è il terzo singolo degli W.A.S.P.
Registrata nel 1984, la canzone è stata pubblicata per la prima volta nell'album W.A.S.P. e nuovamente sotto forma di singolo nel 1985 con il semplice titolo L.O.V.E. Machine.

## Tracce
1. L.O.V.E. Machine (Rock Mix) 03:54
2. L.O.V.E. Machine (LP Version) 03:54

## Formazione
- Blackie Lawless - voce, basso
- Randy Piper - chitarra
- Chris Holmes - chitarra
- Tony Richards - batteria